# Hauptrogenstein-Formation
- Humph.-Fm. = Humphriesioolith-Formation
- L.Bk-Fm = Liegende Bankkalk-Formation
- H.Bk-Fm = Hangende Bankkalk-Formation
- Zm-Fm = Zementmergel-Formation
- S.-Fm = Solnhofen-Formation
- Rö.-Fm = Rögling-Formation
- U.-Fm = Usseltal-Formation
- Mö.-Fm = Mörnshein-Formation
- N.-Fm = Neuburg-Formation
- R.-Fm = Rennertshofen-Formation

Die Hauptrogenstein-Formation (früher auch nur Hauptrogenstein) ist eine lithostratigraphische Formation des Süddeutschen Jura. Sie wird von der Ostreenkalk-Formation unterlagert und von der Variansmergel-Formation überlagert. Sie ist nur im Oberrheintal ausgebildet, zieht sich aber weiter nach Westen über die Schweiz bis nach Westfrankreich hinein. Im Gebiet der Schwäbischen Alb wird sie von der Dentalienton- und Hamitenton-Formation vertreten, die in Ostwürttemberg in die Sengenthal-Formation übergehen. Sie erreicht eine maximale Mächtigkeit von über 80 m. Sie umfasst das Oberbajocium und das tiefere Unterbathonium.

## Geschichte
Die Hauptrogenstein-Formation besteht überwiegend aus kalkigen Oolithen, die aus relativ großen, ursprünglich kalzitischen Ooiden aufgebaut sind. Diese Oolithe werden im deutschsprachigen Raum auch Rogensteine genannt. Dieser Begriff ist bereits seit dem 16. Jahrhundert gebräuchlich. Zur Unterscheidung zu den geringmächtigen Rogensteinen des Buntsandsteins wurden die Rogensteine des Süddeutschen Jura bereits sehr früh „Hauptrogenstein“ genannt. Im Zuge der konsequenten Gliederung des Süddeutschen Jura in Formationen wurde 2005 von Gert Bloos, Gerd Dietl und Günter Schweigert der Name Hauptrogenstein-Formation vorgeschlagen.

## Definition und Verbreitungsgebiet
Die Hauptrogenstein-Formation ist in Deutschland auf das Gebiet des Oberrheins beschränkt. Das Vorkommen ist erosiv von gleichaltrigen Ablagerungen der Schwäbischen Alb getrennt. Die Verzahnung mit der Dentalienton- oder Hamitenton-Formation ist nicht mehr erhalten. Sie hat jedoch ihre Fortsetzung in die Schweiz und nach Westfrankreich, wo sie Mächtigkeiten bis über 200 m erreichen kann. In Deutschland beträgt die maximale Mächtigkeit etwa 80 m. Die Formation besteht überwiegend aus gelblich-weißlichen Kalkoolithen in einer sparitischen Grundmasse. Eingelagert sind Schilllagen, die Nerineen, Korallen, Seelilien und Seeigel enthalten. Die Ablagerungen der Hauptrogenstein-Formation repräsentieren eine große Karbonatplattform. Hier wurden Ooide im bewegten Flachwasser gebildet und zu großen Barren zusammen gespült.

## Zeitlicher Umfang und Untergliederung
Die Hauptrogenstein-Formation wird biostratigraphisch in das obere Bajocium und in das untere Bathonium datiert. Eine formale Untergliederung wurde bisher nicht vorgenommen. Am Top der Formation schaltet sich lokal eine eisenoolithische Bank ein.

## Nutzbare Gesteine
Die Oolithe der Hauptrogenstein-Formation waren in den Verbreitungsgebieten der Formation wichtige Naturwerksteine. Die Burg Schenkenberg wurde teilweise mit Hauptrogenstein errichtet.